# Primeira Divisão 1938/39
Die Primeira Divisão 1938/39 war die fünfte Saison der höchsten portugiesischen Spielklasse im Fußball der Männer. Sie begann am 8. Januar 1939 und endete am 23. April 1939.
Nach vier Probesaisons wurde ab dieser Saison der Campeão de Portugal (= portugiesischer Meister) im Ligamodus ermittelt. Der Campeonato de Portugal wurde zum reinen Pokalwettbewerb umstrukturiert und in Taça de Portugal (= portugiesischer Pokal) umbenannt.
Meister wurde zum zweiten Mal der FC Porto.

## Teilnehmer
Bis 1948 waren die Mannschaften teilnahmeberechtigt, die sich durch die regionalen Turniere qualifizieren konnten. Auf- und Abstieg wurde erst danach eingeführt.
Neu dabei war Casa Pia AC, der insgesamt sechste Verein aus der Hauptstadt Lissabon.
|  | Mannschaften        | Stadt    |
|  | ------------------- | -------- |
|  | Académica Coimbra   | Coimbra  |
|  | Académico FC        | Porto    |
|  | Casa Pia AC         | Lissabon |
|  | Belenenses Lissabon | Lissabon |
|  | Benfica Lissabon    | Lissabon |
|  | FC Barreirense      | Barreiro |
|  | FC Porto            | Porto    |
|  | Sporting Lissabon   | Lissabon |

## Abschlusstabelle
| Pl. | Verein               | Sp. | S  | U | N  | Tore    | Diff. | Punkte |
| --- | -------------------- | --- | -- | - | -- | ------- | ----- | ------ |
| 1.  | FC Porto             | 14  | 10 | 3 | 1  | 057:200 | +37   | 23:50  |
| 2.  | Sporting Lissabon    | 14  | 10 | 2 | 2  | 044:170 | +27   | 22:60  |
| 3.  | Benfica Lissabon (M) | 14  | 9  | 3 | 2  | 044:240 | +20   | 21:70  |
| 4.  | Belenenses Lissabon  | 14  | 6  | 1 | 7  | 038:290 | +9    | 13:15  |
| 5.  | Académica Coimbra    | 14  | 4  | 3 | 7  | 027:390 | −12   | 11:17  |
| 6.  | FC Barreirense       | 14  | 4  | 2 | 8  | 021:270 | −6    | 10:18  |
| 7.  | Académico FC         | 14  | 5  | 0 | 9  | 030:610 | −31   | 10:18  |
| 8.  | Casa Pia AC (N)      | 14  | 1  | 0 | 13 | 012:560 | −44   | 02:26  |

| (M) | amtierender portugiesischer Ligameister |
| (N) | Neuling                                 |

## Kreuztabelle
| 1938/39 | 1938/39             | FC Porto | Sporting Lissabon |     | CF Belenenses | Académica Coimbra | FC Barreirense | Académico FC | Casa Pia AC |
| 1.      | FC Porto            |          | 2:1               | 3:3 | 5:2           | 3:1               | 6:1            | 4:0          | 10:0        |
| 2.      | Sporting Lissabon   | 4:4      |                   | 0:1 | 2:0           | 3:1               | 2:1            | 7:0          | 5:1         |
| 3.      | Benfica Lissabon    | 4:1      | 1:4               |     | 3:4           | 4:0               | 1:0            | 5:2          | 10:1        |
| 4.      | Belenenses Lissabon | 1:3      | 0:2               | 2:3 |               | 8:1               | 1:2            | 7:2          | 7:1         |
| 5.      | Académica Coimbra   | 1:2      | 2:2               | 3:3 | 0:0           |                   | 3:1            | 5:4          | 4:0         |
| 6.      | FC Barreirense      | 0:0      | 0:3               | 1:1 | 0:2           | 3:2               |                | 6:0          | 3:1         |
| 7.      | Académico FC        | 1:12     | 2:5               | 3:4 | 3:1           | 6:2               | 3:2            |              | 1:0         |
| 8.      | Casa Pia AC         | 1:2      | 2:4               | 0:1 | 2:3           | 0:2               | 2:1            | 1:3          |             |

## Die Meistermannschaft des FC Porto
| 2. Titel | FC Porto |
| -------- | --- |
|          | Tor: Manuel Soares dos Reis Abwehr: Guilhar \| Sacadura Mittelfeld: Carlos Pereira \| Poças Sturm: Castro \| Lopes Carneiro \| Pinga \| Carlos Nunes \| Santos \| Costuras \| Francisco Reboredo - Trainer: Mihaly Siska |